# Cercopithecus lhoesti
Cercopithecus lhoesti (Мавпа Хуста) — вид приматів з роду Мавпа (Cercopithecus) родини мавпові (Cercopithecidae).

## Етимологія
Вид названий на честь Франсуа Хуста (фр. Francois L'Hoest, 1839—1904), директора Антверпенського зоопарку, Антверпен, Бельгія.

## Опис
Довжина голови і тіла самців: 54-70 см, самиць: 45-55 см, довжина хвоста до 75 см, вага самців: 6-10 кг, самиць: 3-4,5 кг. Має блискучий білий комір і ніжно чорне обличчя. Його другий найбільш відмітною особливістю є глибоко посаджені помаранчеві очі. Тіло і довгі ноги чорні з сірою сивиною, крім каштанового кольору 'сідла'. Довгий хвіст товстий при основі й звужується до чорного пензля. 

## Поширення
Країни проживання: Бурунді, Демократична Республіка Конго, Руанда, Уганда. Висота проживання: до 2900 м над рівнем моря. Цей наземний вид зустрічається в низовинних, передгірних і гірських лісах. У деяких районах, він входить на оброблювані землі й робить набіги на с.г. культури. 

## Стиль життя
Цей вид зустрічається в невеликих гаремних групах в середньому від 10 до 17 тварин, хоча були помічені й великі групи. Мають більш земний спосіб життя, ніж багато інших мавп. Вони активні протягом дня, в основному рано вранці і ближче до вечора. Харчуються фруктами, листям, насінням та комахами. Під час сну вони часто відвідують улюблені місця на деревах, де вони сплять, як група, недоступні для багатьох хижаків. Дорослий самець зробить дуже гучні і виразні вигуки. Відомі хижаки: Pan troglodytes, Stephanoaetus coronatus, Homo sapiens.
Новонароджені мавпи коричневі й стають кольору дорослих протягом перших двох-трьох місяців. Молоді часто переплітають свій хвіст з хвостами їх матерів. Розмножуються сезонно, залежно від району. Приблизно через п'ять місяців вагітності народжується один малюк. Мати народжує зазвичай вночі і де б вона не була, це буде в той час. Народження зазвичай відбувається наприкінці сухого сезону. Коли чоловіче потомство досягає статевої зрілості воно виходить з групи. У неволі вони, як відомо, живуть більше 30 років.

## Загрози та охорона
Вирубка лісів відбувається на східному краю ареалу виду, в першу чергу в результаті розширення сільськогосподарських угідь. На вид полюють на м'ясо в частинах ареалу.
Цей вид занесений в Додатка II СІТЕС і має клас B Африканської Конвенції про збереження природи і природних ресурсів. Він захищений національним законодавством у Бурунді, Руанді та Уганді. Був зафіксований у ряді добре охоронюваних об'єктів.